# Umpfenbach (Neunkirchen)

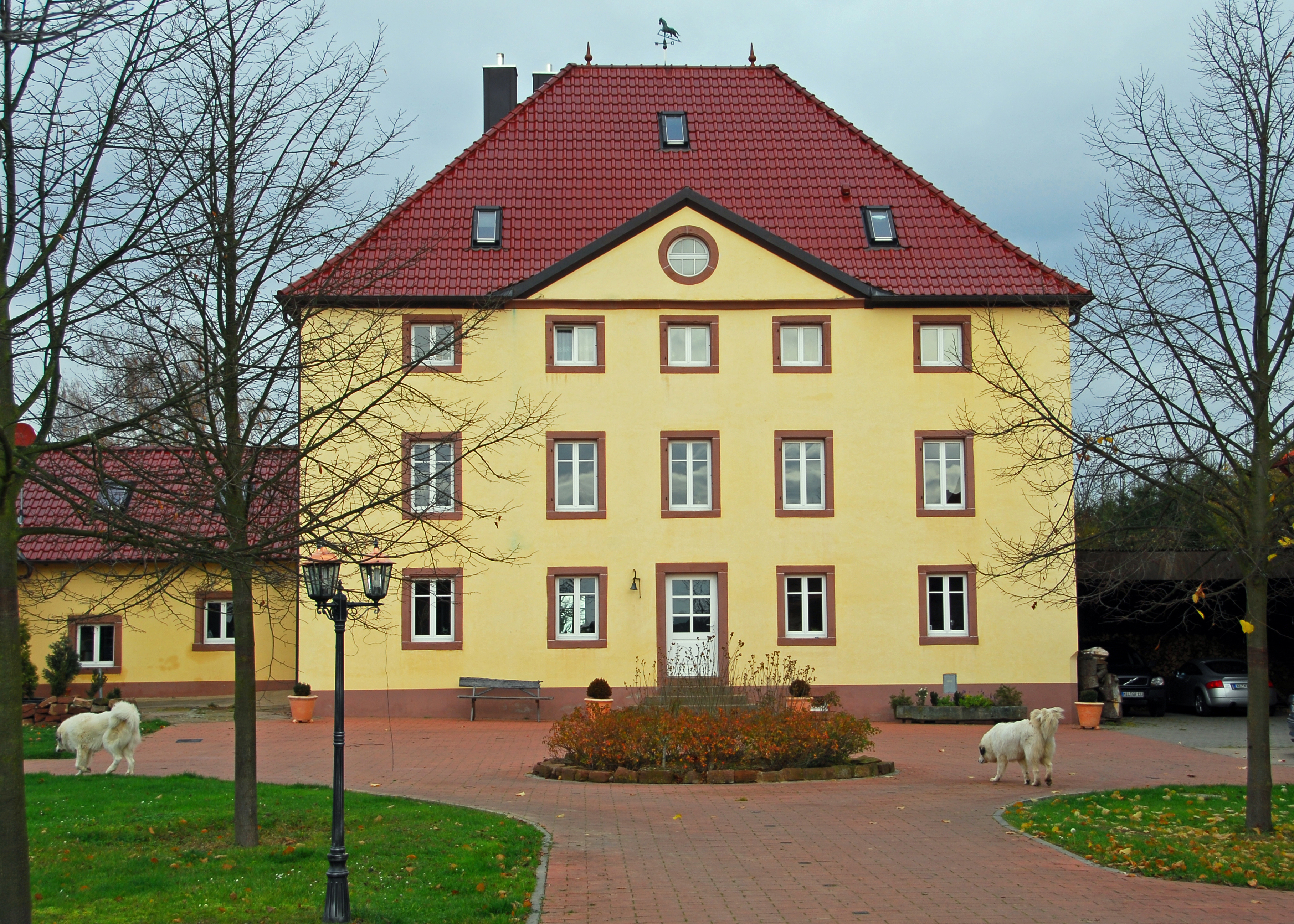
Schlossgut Umpfenbach

Das Kirchdorf Umpfenbach ein Gemeindeteil der Gemeinde Neunkirchen im Landkreis Miltenberg (Unterfranken, Bayern).

## Geschichte
Die älteste erhaltene Erwähnung von Umpfenbach stammt von 1285.
Umpfenbach war eine reichsunmittelbare Herrschaft im Heiligen Römischen Reich (Deutscher Nation) („Altes Reich“). Es war eine Enklave im Amt Miltenberg.
Mit der Rheinbundakte von 1806 fiel die staatliche Hoheit über Umpfenbach dem Großherzogtum Baden zu. Im Herbst 1810 kam es zu einem Dreiecksgeschäft zwischen dem Kaiserreich Frankreich, dem Großherzogtum Hessen(-Darmstadt) und dem Großherzogtum Baden. Baden stellte dabei eigene Gebietsteile zur Disposition von Frankreich, das diese dann mit einem Staatsvertrag vom 11. November 1810 an das Großherzogtum Hessen weitergab. Das hessische Besitzergreifungspatent datiert auf den 13. November 1810 und umfasste auch Umpfenbach, das damals den Grafen von Trauttmansdorff gehörte.
1817 wurde Umpfenbach vom Großherzogtum Hessen(-Darmstadt) an das Königreich Bayern abgetreten.